# یواس‌اس کاوالیر (ای‌پی‌ای-۳۷)
یواس‌اس کاوالیر (ای‌پی‌ای-۳۷) (به انگلیسی: USS Cavalier (APA-37)) یک کشتی بود که طول آن ۴۹۲ فوت (۱۵۰ متر) بود. این کشتی در سال ۱۹۴۳ ساخته شد.